# Stictoptera anisoptera
Stictoptera anisoptera là một loài bướm đêm trong họ Noctuidae.